# Sainte-Agnès, Isère
Sainte-Agnès là một xã của tỉnh Isère, thuộc vùng Rhône-Alpes, đông nam nước Pháp.